# Vinko Möderndorfer

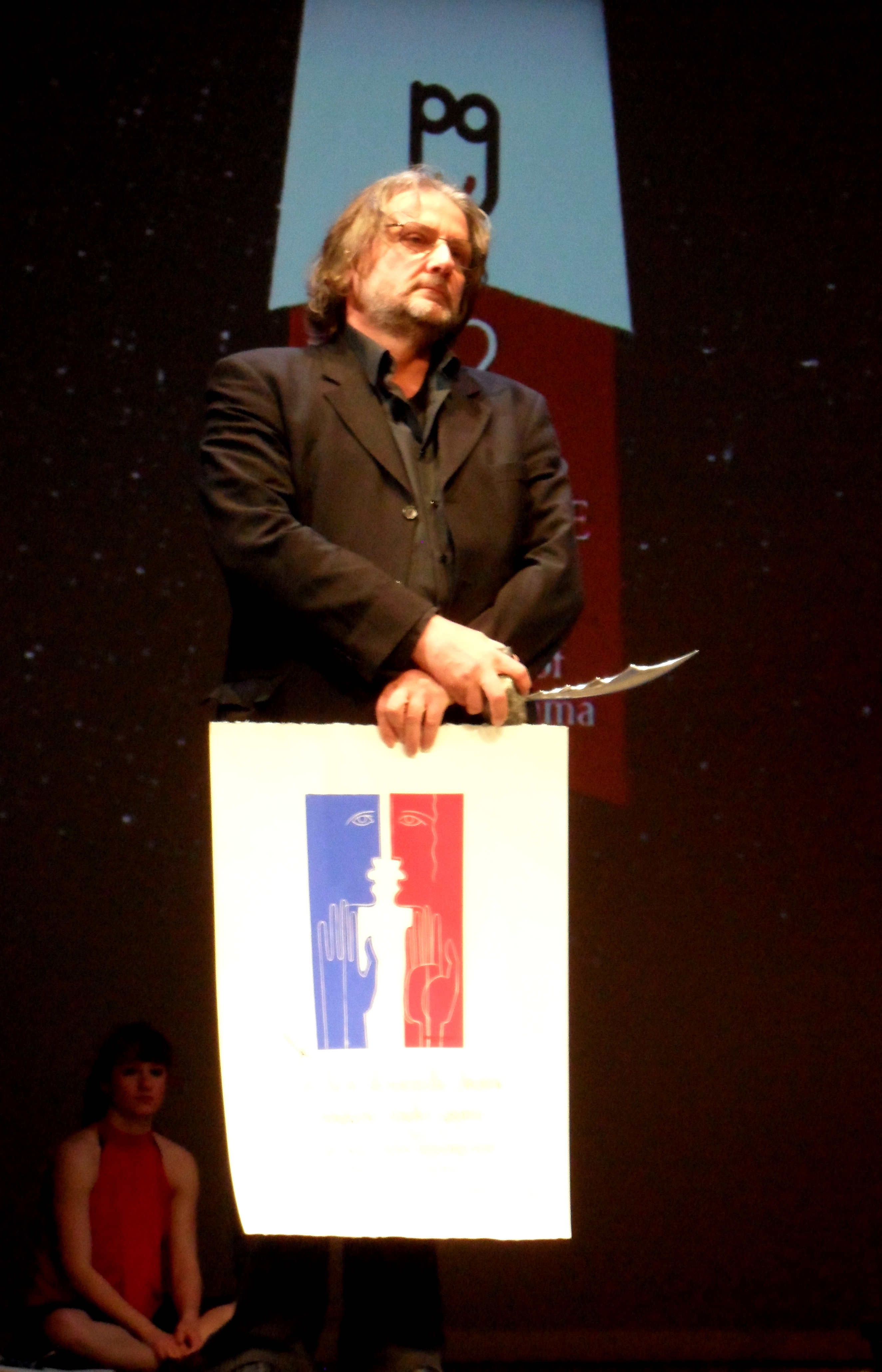
Vinko Möderndorfer (2012)

Vinko Möderndorfer (Celje, 22 de diciembre de 1958) es un Dramaturgo, director de teatro, director de películas, ensayista y poeta esloveno.

## Biografía
Vinko Möderndorfer nació el 22 de diciembre de 1958 en Celje, Eslovenia. Es uno de los mejores escritores eslovenos, es dramaturgo, poeta, ensayista, director de películas, director de teatro, de radio y de televisión. Gradúo en el año 1983 en Academia de radio, televisión y teatro en Ljubljana con la dirección artística de la obra Snubač de A. P. Čehov. Su carrera empezó como director de teatro en los teatros eslovenos, donde llevó a la escena 90 obras. Su primer trabajo fue el director artístico del teatro Glej. En su vida ha trabajado con todos los estilos de teatro, de radio y de televisión. En el año 1993 vivió 3 meses en Inglaterra donde se ocupaba de la nueva producción teatral. En el año 2003 gradúo como docente de la dirección teatral. En televisión llevó a la escena especialmente sus obras de teatro. En el mismo año también grabó su primera película llamada Predmestje, la que le ha traído muchos premios en los festivales internacionales.

## Obras
Su carrera literaria empezó en la segunda mitad de los años sesenta con su primera obra poética llamada Rdeči ritual. Hasta hoy ha escrito más de 30 obras literarias, ha llevado a la escena más de 70 obras de teatro y 12 obras (también documentarios) en la televisión. Desde el año 1989 ha escrito más de 80 obras de radio, muchas de ellas las llevaron a la escena en el extranjero, especialmente en Alemania, Italia, República Checa, Eslovaquia y en Croacia.
En el mismo tiempo publicaba sus obras y sus opiniones profesionales en casi todas las revistas eslovenas.

## Lista de obras

### Obras para niños

#### Poesía
- Kako se dan lepo začne (1993)
- Madonca fleten svet (1995)
- Zakaj so sloni rahlospeči (2003)
- Luža, čevelj, smrkelj in rokav (2009)

#### Prosa
- Sin Srakolin (1999)
- Muc Langus in Čarovnička Gajka (2002)
- Vrnitev muca Langusa in Čarovničke Gajke (2006)
- Potovanje muca Langusa & čarovničke Gajke (2009)
- Rdečehlačka : vesele zgodbe zelo male deklice (2010)
- Velika žehta (2011)

#### Dramas
- Pozor! Hudobe na delu! (1997)
- Miši v operni hiši (2007)

### Poesía
- Rdeči ritual (1975)
- Pesmičice (1977)
- Mah (1981)
- Telo (1989)
- Male nočne ljubavne pesmi (1993)
- Madonca fleten svet (1995)
- Zlodejeve žalostinke (1999)
- Pesmi iz črne kronike (1999)
- Temno modro kot september (2003)
- Skala in srce (2004)
- Razhajanja (2007)
- Dotikanja (2008)
- Tavanja (2010)
- Prostost sveta (2011)
- Nimam več sadja zate (2011)

### Cuentos cortos
- Krog male smrti (1993)
- Čas brez angelov (1994)
- Tarok pri Mariji (1994)
- Ležala sva tam in se slinila kot hudič (1996)
- Nekatere ljubezni (1997)
- Total (2000)
- Druga soba: novelete (2004)
- Vsakdanja spominjanja : zgodbe 1993-2007 (2008)
- Kino dom : zgodbe nekega kina (2008)
- Plava ladja (2010)

### Novelas
- Tek za rdečo hudičevko (1996)
- Pokrajina št. 2 (1998)
- Predmestje (2002)
- Omejen rok trajanja (2003)
- Ljubezni Sinjebradca (2005)
- Nespečnost (2006)
- Odprla sem oči in šla k oknu (2007)
- Opoldne nekega dne (2008)
- Nihče več ne piše pisem (2011)

### Dramas
- Kruti dnevi (1982)
- Prilika o doktorju Josefu Mengeleju (1986)
- Help (1989)
- Camera obscura (1990)
- Hamlet in Ofelija (1994)
- Transvestitska svatba (1994)
- Sredi vrtov (1995)
- Štirje letni čas (1996)
- Jožef in Marija (1997)
- Vaja zbora - tri komedije (Vaja zbora, Mama je umrla dvakrat, Transvestitska svatba) (1998)
- Limonada slovenica (1999)
- Mama je umrla dvakrat (1999)
- Podnajemnik (2000)
- Klub Fahreinheit (2001)
- Mefistovo poročilo (2002)
- Tri sestre (2002)
- Limonada slovenica: štiri komedije (Limonada slovenica, Truth story, Podnajemnik, Na kmetih) (2003)
- Na kmetih (2003)
- Mrtve duše (2004)
- Na dnu (2006)
- Šah mat ali Šola moralne prenove za može in žene (2006)
- Mefistovo poročilo: igre in komedije (Mefistovo poročilo, Tri sestre, Klub Fahrenheit, Človek na dolge proge) (2006)
- Štiri komedije (Šah mat, Bruselj hotel, Mrtve duše, Oblast) (2008)
- Lep dan za umret (2009)
- Blumen aus Krain: igre 1990-2010 (2011)

### Ensayos
- Gledališče v ogledalu (2001)
- Hvalnica koži (2011)
- Vzporedni svet : razmišljanja o ustvarjanju (2005)

### Juegos para radio

#### para niños
- Pojoči prstki (izv. 1988)
- Kako začarati zajca (izv. 1989)
- Miši v operni hiši (izv. 1991)
- Čarovnička Gajka (izv. 1992)
- Vrnitev čarovničke Gajke (izv. 1992)
- Muc Langus in čarovnička Gajka (izv. 1992)
- Čudesa iz čistega ničesa (izv. 1993)
- Kristalni cvet (izv. 1993)
- Strašni razred 4. a (izv. 1993)
- Dve hudobi (izv. 1994)
- Popki (izv. 1994)
- Zadnja Stradivarijeva hči (2008)

#### para adultos
- Snubitev anno 90 (izv. 1991)
- Lov za nočnim gledalcem, Skrivnostni umor v parku, Nepokopani mrtvec, Mrtvi tujec, Silvesterska noč, Popolnoma resnične kriminalistične štorije (1993)
- Sredi vrtov,  Pokrajina, Blumen aus Krain ali Uršula in povodni mož (1994)

### Filmografía
- Blumen aus Krain - Rožc'e s Kranjskega (1992)
- Vsi smo le norci, portret opernega pevca Ferdinanda Radovana (1994)
- Vesele zgodbe iz zakonskega življenja, (serija štirih iger) (1995)
- Paradiž (1996)
- Drevo (1996)
- Pokrajina (1996)
- Pesmi za mamke (1998)
- Stoji stoji en beli grad (1999)
- Človek v šipi (1999)
- Življenje je vredno le, če je poezija (2000)
- Silvestrska zmešnjava (2001)
- Miloš Mikeln (2002)
- Predmestje (2004)
- Pokrajina št. 2 (2008)